# Rafaeł Leszczyński
Rafaeł Leszczyński (en polonès Rafał Leszczyński) va néixer a Poznań (Polònia) el 1650 i va morir a Plesnica el 31 de gener de 1703. Era fill del comte de Leszno Boguslau Leszczyński (1614-1659) i d'Anna Dönhoff (1621-1655). D'una família de comtes del Sacre Imperi Romanogermànic, va ocupar diversos càrrecs polítics com ara el de Gran Tresorer de la Corona des de 1702, governador de la Gran Polònia, de Poznan i de Kalisz. Durant molts anys va viure a l'estranger, principalment a França. Va ser molt crític amb la política proaustracista de l'aleshores rei de Polònia Joan III Sobieski, i partidari de l'aliança amb França.

## Matrimoni i fills
El 15 de febrer de 1676 es va casar amb Anna Jablonowska (1660-1727), filla d'Estanislau Joan Jablonowski (1634-1702) i de Marianna Kazanowska (1643-1687). Fill d'aquest matrimoni és:
- Estanislau I de Polònia (1677-1766), que esdevindria rei de Polònia, casat amb Caterina Opalińska (1680-1747).